# Campeonato Mundial de Ginástica Artística de 2009 - Salto sobre a mesa masculino
A competição de salto sobre a mesa masculino do Campeonato Mundial de Ginástica Artística de 2009 teve sua final disputada no dia 18 de outubro. A qualificatória que definiu os ginastas finalistas foi disputada em 13 de outubro

## Medalhistas
| Ouro   | ROU Marian Drăgulescu  |
| Prata  | ROU Flavius Koczi      |
| Bronze | RUS Anton Golotsutskov |

## Resultados

### Qualificatória

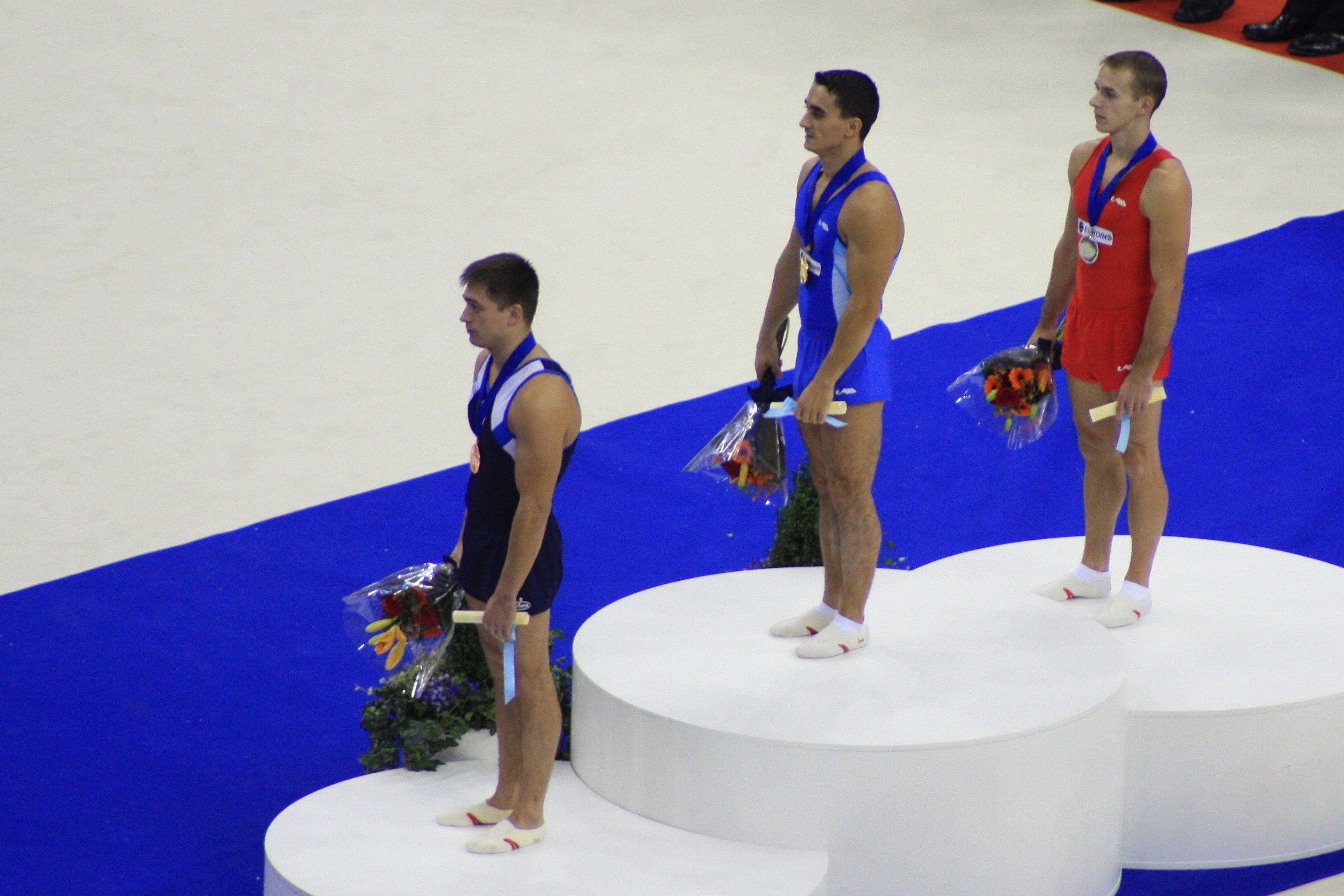
Pódio do salto: Anton Golotsutskov (esquerda), Marian Drăgulescu (centro) e Flavius Koczi.

Esses são os resultados da qualificatória.
| Pos. | Ginasta                  | Total  | Nota |
| ---- | ------------------------ | ------ | ---- |
| 1    | RUS Anton Golotsutskov   | 16,412 | Q    |
| 2    | ROU Marian Drăgulescu    | 16,362 | Q    |
| 3    | ROU Flavius Koczi        | 16,337 | Q    |
| 4    | FRA Thomas Bouhail       | 16,312 | Q    |
| 5    | PRK Ri Se Gwang          | 16,262 | Q    |
| 6    | ESP Isaac Botella Pérez  | 16,112 | Q    |
| 7    | GER Matthias Fahrig      | 16,012 | Q    |
| 8    | NED Jeffrey Wammes       | 15,987 | Q    |
| 9    | BLR Dzmitry Kaspiarovich | 15,875 | R    |
| 10   | LAT Jevgēņijs Saproņenko | 15,800 | R    |
| 11   | HKG Shek Wai Hung        | 15,737 | R    |

- Q - qualificado para a final
- R - reserva

### Final
Esses são os resultados da final.
| Pos. | Ginasta                 | Salto 1 | Salto 1 | Salto 1 | Salto 1 | Salto 2 | Salto 2 | Salto 2 | Salto 2 | Total  |
| Pos. | Ginasta                 | Nota D  | Nota E  | Pen.    | Total   | Nota D  | Nota E  | Pen.    | Total   | Total  |
| ---- | ----------------------- | ------- | ------- | ------- | ------- | ------- | ------- | ------- | ------- | ------ |
|      | ROU Marian Drăgulescu   | 7,000   | 9,550   |         | 16.550  | 7,200   | 9,400   |         | 16,600  | 16,575 |
|      | ROU Flavius Koczi       | 7,000   | 9,375   |         | 16,375  | 7,000   | 9,300   |         | 16,300  | 16,337 |
|      | RUS Anton Golotsutskov  | 7,000   | 9,375   |         | 16,375  | 7,000   | 9,200   |         | 16,200  | 16,287 |
| 4    | GER Matthias Fahrig     | 7,000   | 8,925   | 0,1     | 15,825  | 6,600   | 9,275   |         | 15,875  | 15,850 |
| 5    | FRA Thomas Bouhail      | 7,000   | 8,350   | 0,1     | 15,250  | 7,000   | 9,300   |         | 16,300  | 15,775 |
| 6    | ESP Isaac Botella Pérez | 6,600   | 9,200   |         | 15,800  | 6,600   | 9,000   | 0,1     | 15,500  | 15,650 |
| 6    | PRK Ri Se Gwang         | 7,200   | 8,375   |         | 15,575  | 7,000   | 9,125   | 0,4     | 15,725  | 15,650 |
| 8    | NED Jeffrey Wammes      | 6,600   | 9,350   |         | 15,950  | 6,600   | 8,300   |         | 14,900  | 15,425 |